# 亞歷山大·亞歷山德羅維奇·焦明
亞歷山大·亞歷山德羅維奇·焦明（羅馬化：Aleksandr Aleksandrovich Dyomin；1903年4月14日—1979年10月24日），苏联田径、足球及班迪球運動員，苏联田径冠军及纪录保持者，為苏联第一批荣誉体育大师之一（1934年）。